# Саут Ран (Вирџинија)
Саут Ран (енгл. South Run) насељено је место без административног статуса у америчкој савезној држави Вирџинија.

## Демографија
По попису из 2010. године број становника је 6.389.
| Група             | 2000.    | 2010.         |
| Белци             | 0 (0,0%) | 4.902 (76,7%) |
| Афроамериканци    | 0 (0,0%) | 325 (5,1%)    |
| Азијати           | 0 (0,0%) | 717 (11,2%)   |
| Хиспаноамериканци | 0 (0,0%) | 280 (4,4%)    |
| Укупно            | 0        | 6.389         |